# Cape Waite
Cape Waite – przylądek na King Peninsula na Ziemi Ellswortha w Antarktydzie Zachodniej.

## Nazwa
Nazwa upamiętnia Amory’ego H. Waite’a (1902–1985), uczestnika antarktycznej wyprawy Richarda Byrda (1888–1957) w latach 1933–1935, specjalisty ds. komunikacji w ekspedycji „Atka” w 1955 roku i uczestnika wyprawy US Navy na Morze Bellingshausena w latach 1959–1960 . 

## Geografia
Przylądek na północno-zachodnim krańcu półwyspu King Peninsula na Ziemi Ellswortha w Antarktydzie Zachodniej . Półwysep wyznacza południowo-zachodnią stronę wejścia do cieśniny Peacock Sound , oddzielającej Wyspę Thurstona od Wybrzeża Eightsa, łączącej Morze Bellingshausena z Morzem Amundsena . Wyznacza granicę Lodowca Szelfowego Abbota .

## Historia
Przylądek został zmapowany na podstawie zdjęć wykonanych z powietrza w ramach Operacji Highjump (1946–1947) w grudniu 1946 roku . 